# Copa Libertadores 1987
Die Copa Libertadores 1987 war die 28. Auflage des wichtigsten südamerikanischen Fußballwettbewerbs für Vereinsmannschaften. 21 Mannschaften nahmen teil. Es nahmen jeweils die Landesmeister der CONMEBOL-Länder und die Zweiten teil. Das Teilnehmerfeld komplettierte Titelverteidiger River Plate. Das Turnier begann am 6. März und endete am 31. Oktober 1987 mit dem Final-Entscheidungsspiel. Der uruguayische Vertreter Club Atlético Peñarol gewann das Finale gegen América de Cali und zum fünften Mal die Copa Libertadores.

## 1. Gruppenphase

### Gruppe 1
| Pl. | Verein                | Sp. | S | U | N | Tore    | Diff. | Punkte |
| --- | --------------------- | --- | - | - | - | ------- | ----- | ------ |
| 1.  | CA Independiente      | 6   | 4 | 1 | 1 | 013:400 | +9    | 09     |
| 2.  | Rosario Central       | 6   | 3 | 2 | 1 | 012:700 | +5    | 08     |
| 3.  | Deportivo Táchira FC  | 6   | 3 | 1 | 2 | 011:120 | −1    | 07     |
| 4.  | Estudiantes de Mérida | 6   | 0 | 0 | 6 | 004:170 | −13   | 0      |

|                       |   |                       | Hinspiel | Rückspiel |
| --------------------- | - | --------------------- | -------- | --------- |
| Estudiantes de Mérida | - | Rosario Central       | 0:3      | 2:5       |
| Deportivo Táchira     | - | Independiente         | 3:2      | 0:5       |
| Deportivo Táchira     | - | Rosario Central       | 0:0      | 2:3       |
| Estudiantes de Mérida | - | Independiente         | 0:1      | 0:2       |
| Deportivo Táchira     | - | Estudiantes de Mérida | 3:2      | 3:0       |
| Rosario Central       | - | Independiente         | 0:0      | 2:3       |

### Gruppe 2
| Pl. | Verein             | Sp. | S | U | N | Tore    | Diff. | Punkte |
| --- | ------------------ | --- | - | - | - | ------- | ----- | ------ |
| 1.  | América de Cali    | 6   | 3 | 2 | 1 | 013:500 | +8    | 08     |
| 1.  | Deportivo Cali     | 6   | 4 | 0 | 2 | 013:500 | +8    | 08     |
| 3.  | Club The Strongest | 6   | 2 | 1 | 3 | 007:160 | −9    | 05     |
| 4.  | Oriente Petrolero  | 6   | 1 | 1 | 4 | 007:140 | −7    | 03     |

|                    |   |                   | Hinspiel | Rückspiel |
| ------------------ | - | ----------------- | -------- | --------- |
| América de Cali    | - | Deportivo Cali    | 1:0      | 1:2       |
| Club The Strongest | - | Oriente Petrolero | 3:2      | 1:2       |
| Club The Strongest | - | Deportivo Cali    | 2:1      | 0:4       |
| Oriente Petrolero  | - | Deportivo Cali    | 0:1      | 1:5       |
| Club The Strongest | - | América de Cali   | 1:1      | 0:6       |
| Oriente Petrolero  | - | América de Cali   | 1:1      | 1:3       |

#### Entscheidungsspiel um den Gruppensieg
|                 | Ergebnis        |                |
| --------------- | --------------- | -------------- |
| América de Cali | 0:0 (4:2 i. E.) | Deportivo Cali |

### Gruppe 3
| Pl. | Verein        | Sp. | S | U | N | Tore    | Diff. | Punkte |
| --- | ------------- | --- | - | - | - | ------- | ----- | ------ |
| 1.  | CD Cobreloa   | 6   | 3 | 2 | 1 | 008:400 | +4    | 08     |
| 2.  | CSD Colo-Colo | 6   | 2 | 3 | 1 | 006:400 | +2    | 07     |
| 3.  | Guarani FC    | 6   | 1 | 3 | 2 | 006:800 | −2    | 05     |
| 4.  | FC São Paulo  | 6   | 1 | 2 | 3 | 009:130 | −4    | 04     |

|              |   |               | Hinspiel | Rückspiel |
| ------------ | - | ------------- | -------- | --------- |
| CD Cobreloa  | - | CSD Colo-Colo | 1:0      | 0:0       |
| Guarani FC   | - | FC São Paulo  | 3:1      | 2:2       |
| Guarani FC   | - | CD Cobreloa   | 0:0      | 1:3       |
| FC São Paulo | - | CD Cobreloa   | 2:1      | 1:3       |
| Guarani FC   | - | CSD Colo-Colo | 0:0      | 0:2       |
| FC São Paulo | - | CSD Colo-Colo | 1:2      | 2:2       |

### Gruppe 4
| Pl. | Verein                  | Sp. | S | U | N | Tore    | Diff. | Punkte |
| --- | ----------------------- | --- | - | - | - | ------- | ----- | ------ |
| 1.  | Barcelona Sporting Club | 6   | 4 | 0 | 2 | 008:700 | +1    | 08     |
| 2.  | Club Olimpia            | 6   | 3 | 1 | 2 | 009:100 | −1    | 07     |
| 3.  | CD El Nacional          | 6   | 3 | 0 | 3 | 012:700 | +5    | 06     |
| 4.  | Club Sol de América     | 6   | 1 | 1 | 4 | 007:120 | −5    | 03     |

|                     |   |                         | Hinspiel | Rückspiel |
| ------------------- | - | ----------------------- | -------- | --------- |
| Club Olimpia        | - | Club Sol de América     | 2:1      | 2:2       |
| CD El Nacional      | - | Barcelona Sporting Club | 2:0      | 1:2       |
| Club Olimpia        | - | CD El Nacional          | 2:0      | 0:4       |
| Club Sol de América | - | CD El Nacional          | 2:1      | 1:4       |
| Club Sol de América | - | Barcelona Sporting Club | 1:2      | 0:1       |
| Club Olimpia        | - | Barcelona Sporting Club | 1:0      | 2:3       |

### Gruppe 5
| Pl. | Verein                 | Sp. | S | U | N | Tore    | Diff. | Punkte |
| --- | ---------------------- | --- | - | - | - | ------- | ----- | ------ |
| 1.  | Club Atlético Peñarol  | 6   | 4 | 2 | 0 | 010:400 | +6    | 10     |
| 2.  | Alianza Lima           | 6   | 2 | 2 | 2 | 004:400 | ±0    | 06     |
| 3.  | Club Atlético Progreso | 6   | 1 | 3 | 2 | 007:700 | ±0    | 05     |
| 4.  | CD San Agustín         | 6   | 1 | 1 | 4 | 005:110 | −6    | 03     |

|                       |   |                        | Hinspiel | Rückspiel |
| --------------------- | - | ---------------------- | -------- | --------- |
| Club Atlético Peñarol | - | Club Atlético Progreso | 3:2      | 1:1       |
| San Agustín           | - | Alianza Lima           | 0:2      | 1:2       |
| San Agustín           | - | Club Atlético Progreso | 3:1      | 0:3       |
| Alianza Lima          | - | Club Atlético Progreso | 0:0      | 0:0       |
| Alianza Lima          | - | Club Atlético Peñarol  | 0:1      | 0:2       |
| San Agustín           | - | Club Atlético Peñarol  | 1:1      | 0:2       |

## 2. Gruppenphase

### Gruppe 1
| Pl. | Verein                  | Sp. | S | U | N | Tore    | Diff. | Punkte |
| --- | ----------------------- | --- | - | - | - | ------- | ----- | ------ |
| 1.  | América de Cali         | 4   | 2 | 2 | 0 | 009:300 | +6    | 06     |
| 2.  | CD Cobreloa             | 4   | 2 | 2 | 0 | 008:300 | +5    | 06     |
| 3.  | Barcelona Sporting Club | 4   | 0 | 0 | 4 | 000:110 | −11   | 0      |

|                         |   |                         | Hinspiel | Rückspiel |
| ----------------------- | - | ----------------------- | -------- | --------- |
| CD Cobreloa             | - | Barcelona Sporting Club | 3:0      | 2:0       |
| CD Cobreloa             | - | América de Cali         | 2:2      | 1:1       |
| Barcelona Sporting Club | - | América de Cali         | 0:2      | 0:4       |

### Gruppe 2
| Pl. | Verein                | Sp. | S | U | N | Tore    | Diff. | Punkte |
| --- | --------------------- | --- | - | - | - | ------- | ----- | ------ |
| 1.  | Club Atlético Peñarol | 4   | 2 | 1 | 1 | 007:300 | +4    | 05     |
| 2.  | River Plate           | 4   | 1 | 2 | 1 | 002:200 | ±0    | 04     |
| 3.  | CA Independiente      | 4   | 1 | 1 | 2 | 004:800 | −4    | 03     |

|                       |   |                  | Hinspiel | Rückspiel |
| --------------------- | - | ---------------- | -------- | --------- |
| River Plate           | - | CA Independiente | 0:0      | 1:2       |
| Club Atlético Peñarol | - | CA Independiente | 3:0      | 4:2       |
| Club Atlético Peñarol | - | River Plate      | 0:0      | 0:1       |

## Finale

### Hinspiel
| América de Cali                                                         | América de Cali | Club Atlético Peñarol | Club Atlético Peñarol |
| ----------------------------------------------------------------------- | --- | --- | --------------------- |
| América de Cali                                                         | \| 21. Oktober 1987 in Cali, Kolumbien (Estadio Olímpico Pascual Guerrero) \| \| Ergebnis: 2:0 (2:0) \| \| Zuschauer: 65.000 \| \| Schiedsrichter: José Roberto Wright ( Brasilien) \|                                                            | \| 21. Oktober 1987 in Cali, Kolumbien (Estadio Olímpico Pascual Guerrero) \| \| Ergebnis: 2:0 (2:0) \| \| Zuschauer: 65.000 \| \| Schiedsrichter: José Roberto Wright ( Brasilien) \|                                                    | Club Atlético Peñarol |
| América de Cali                                                         | Julio Falcioni – Hugo Valencia, Víctor Espinosa, Alvaro Aponte, Jorge Porras, Víctor Luna, Sergio Santín, Roberto Cabañas, Hernán Herrera (Alexander Escobar), Ricardo Gareca (Orlando Maturana), Juan Battaglia Cheftrainer: Gabriel Ochoa Uribe | Eduardo Pereira – José Herrera, Marcelo Rotti, Obdulio Trasante, Alfonso Domínguez (Jorge Villar), José Perdomo, Gustavo Matosas (Eduardo Da Silva), Daniel Vidal, Ricardo Viera, Jorge Cabrera, Diego Aguirre Cheftrainer: Óscar Tabárez | Club Atlético Peñarol |
| América de Cali                                                         | 1:0 Juan Battaglia (8.) 2:0 Roberto Cabañas (20.) | | Club Atlético Peñarol |
| 21. Oktober 1987 in Cali, Kolumbien (Estadio Olímpico Pascual Guerrero) | | |                       |
| Ergebnis: 2:0 (2:0)                                                     | | |                       |
| Zuschauer: 65.000                                                       | | |                       |
| Schiedsrichter: José Roberto Wright ( Brasilien)                        | | |                       |

### Rückspiel
| Club Atlético Peñarol                                        | Club Atlético Peñarol | América de Cali | América de Cali |
| ------------------------------------------------------------ | --- | --- | --------------- |
| Club Atlético Peñarol                                        | \| 28. Oktober 1987 in Montevideo, Uruguay (Estadio Centenario) \| \| Ergebnis: 2:1 (0:1) \| \| Zuschauer: 60.000 \| \| Schiedsrichter: Ricardo Calábria ( Argentinien) \|                                                                | \| 28. Oktober 1987 in Montevideo, Uruguay (Estadio Centenario) \| \| Ergebnis: 2:1 (0:1) \| \| Zuschauer: 60.000 \| \| Schiedsrichter: Ricardo Calábria ( Argentinien) \|                                                    | América de Cali |
| Club Atlético Peñarol                                        | Eduardo Pereira – José Herrera, Marcelo Rotti (Jorge Goncálvez), Obdulio Trasante, Alfonso Domínguez, José Perdomo, Eduardo Da Silva, Daniel Vidal, Ricardo Viera, Jorge Cabrera (Jorge Villar), Diego Aguirre Cheftrainer: Óscar Tabárez | Julio Falcioni – Hugo Valencia, Víctor Espinosa, Alvaro Aponte, Jorge Porras, Víctor Luna, Sergio Santín, Roberto Cabañas, Willington Ortiz (Hernán Herrera), Ricardo Gareca, Juan Battaglia Cheftrainer: Gabriel Ochoa Uribe | América de Cali |
| Club Atlético Peñarol                                        | 1:1 Diego Aguirre (68.) 2:1 Jorge Villar (87.) | 0:1 Roberto Cabañas (19.) | América de Cali |
| 28. Oktober 1987 in Montevideo, Uruguay (Estadio Centenario) | | |                 |
| Ergebnis: 2:1 (0:1)                                          | | |                 |
| Zuschauer: 60.000                                            | | |                 |
| Schiedsrichter: Ricardo Calábria ( Argentinien)              | | |                 |

### Entscheidungsspiel
| Club Atlético Peñarol                                  | Club Atlético Peñarol | América de Cali | América de Cali |
| ------------------------------------------------------ | --- | --- | --------------- |
| Club Atlético Peñarol                                  | \| 31. Oktober 1987 in Santiago, Chile (Estadio Nacional) \| \| Ergebnis: 1:0 n. V. \| \| Zuschauer: 25.000 \| \| Schiedsrichter: Hernán Silva ( Chile) \|                                                                                | \| 31. Oktober 1987 in Santiago, Chile (Estadio Nacional) \| \| Ergebnis: 1:0 n. V. \| \| Zuschauer: 25.000 \| \| Schiedsrichter: Hernán Silva ( Chile) \|                                                                        | América de Cali |
| Club Atlético Peñarol                                  | Eduardo Pereira – José Herrera, Marcelo Rotti, Obdulio Trasante, Alfonso Domínguez, José Perdomo (Jorge Goncálvez), Eduardo Da Silva, Daniel Vidal (Jorge Villar), Ricardo Viera, Jorge Cabrera, Diego Aguirre Cheftrainer: Óscar Tabárez | Julio Falcioni – Hugo Valencia, Víctor Espinosa, Alvaro Aponte, Jairo Ampudia, Víctor Luna, Sergio Santín, Roberto Cabañas, Willington Ortiz, Ricardo Gareca (Enrique Esterilla), Juan Battaglia Cheftrainer: Gabriel Ochoa Uribe | América de Cali |
| Club Atlético Peñarol                                  | 1:0 Diego Aguirre (120.) | | América de Cali |
| 31. Oktober 1987 in Santiago, Chile (Estadio Nacional) | | |                 |
| Ergebnis: 1:0 n. V.                                    | | |                 |
| Zuschauer: 25.000                                      | | |                 |
| Schiedsrichter: Hernán Silva ( Chile)                  | | |                 |